# Руси Русев (математик)
 Тази статия е за математ̀ика.  За други личности с това име вижте Руси Русев.  
Руси Русев е български математик, автор на книги, учебници и сборници по математика. Дългогодишен главен редактор на списание „Математика“.

## Биография
Роден е през 1934 г. в старозагорското с. Оряховица. Средно образование завършва в Стара Загора, а висше – в Математическия факултет на Софийски университет, производствен профил „Математика“. Работи 4 години като учител по математика – две години в град Ямбол и две години в Първа английска гимназия в София. 
Русев е член на редколегията на списание „Математика“ от основаването му през 1962 година. До 1978 г. включително е заместник главен редактор, а от 1979 г. до 2016 г. е главен редактор на списанието, наследявайки на този пост проф. Алипи Матеев.
От 1985 до 1991 г. работи в Министерство на образованието като началник на управление „Общо образование“. Автор е на повече от 40 книги и учебници по математика за ученици от I до XII клас. 
Почива на 81-годишна възраст на 13 февруари 2016 г. в София.